# I discepoli della 36ª camera
I discepoli della 36ª camera (霹靂十傑, Pi li shi jie, noto anche come Disciples of the Master Killer o Master Killer III) è un film del 1984 diretto da Chia-Liang Liu.
Si tratta del terzo capitolo della trilogia della 36ª camera (36ª camera dello Shaolin, Ritorno alla 36ª camera).
In Italia è stato pubblicato dalla AVO Film, restaurato e rimasterizzato, in formato DVD, nel 2007.

## Trama
Il giovane studente Fong Sai-yuk ha un brutto carattere, dato anche dal fatto di sopportare tutte le punizioni che gli vengono inflitte, grazie alla sua forza la quale deriva dall'addestramento a cui fin da piccolo l'ha sottoposto la madre.